# Dardarina amadryas
Dardarina amadryas är en fjärilsart som beskrevs av Hayward 1942. Dardarina amadryas ingår i släktet Dardarina och familjen tjockhuvuden. Inga underarter finns listade i Catalogue of Life.